# Woodlawn (comté de Fairfax, Virginie)
Pour les articles homonymes, voir Woodlawn.
Woodlawn est une census-designated place située dans le comté de Fairfax, dans l’État de Virginie, aux États-Unis. Lors du recensement de 2020, elle comptait 20 859 habitants.